# Oakford
Oakford és una població dels Estats Units a l'estat d'Illinois. Segons el cens del 2000 tenia 309 habitants.

## Demografia
Segons el cens del 2000, Oakford tenia 309 habitants, 131 habitatges, i 86 famílies. La densitat de població era de 477,2 habitants/km².
Dels 131 habitatges en un 35,1% hi vivien nens de menys de 18 anys, en un 48,9% hi vivien parelles casades, en un 13,7% dones solteres, i en un 33,6% no eren unitats familiars. En el 30,5% dels habitatges hi vivien persones soles el 16,8% de les quals corresponia a persones de 65 anys o més que vivien soles. El nombre mitjà de persones vivint en cada habitatge era de 2,36 i el nombre mitjà de persones que vivien en cada família era de 2,92.
Per edats la població es repartia de la següent manera: un 27,5% tenia menys de 18 anys, un 7,1% entre 18 i 24, un 27,8% entre 25 i 44, un 20,7% de 45 a 60 i un 16,8% 65 anys o més.
L'edat mediana era de 37 anys. Per cada 100 dones de 18 o més anys hi havia 96,5 homes.
La renda mediana per habitatge era de 37.857 $ i la renda mediana per família de 38.333 $. Els homes tenien una renda mediana de 31.591 $ mentre que les dones 26.125 $. La renda per capita de la població era de 21.309 $. Aproximadament el 14,8% de les famílies i el 13,7% de la població estaven per davall del llindar de pobresa.

## Poblacions més properes
El següent diagrama mostra les poblacions més properes.